# Mikaela Ingberg
Mikaela Johanna Emilia Ingberg (Vaasa, 29 luglio 1974) è un'ex giavellottista finlandese.

## Palmarès
| Anno | Manifestazione   | Sede          | Evento                 | Risultato | Prestazione | Note |
| ---- | ---------------- | ------------- | ---------------------- | --------- | ----------- | ---- |
| 1993 | Europei juniores | San Sebastián | Lancio del giavellotto | Oro       | 56,64 m     |      |
| 1994 | Europei          | Helsinki      | Lancio del giavellotto | 16ª (q)   | 54,26 m     |      |
| 1995 | Mondiali         | Göteborg      | Lancio del giavellotto | Bronzo    | 65,16 m     |      |
| 1996 | Giochi olimpici  | Atlanta       | Lancio del giavellotto | 7ª        | 61,52 m     |      |
| 1997 | Mondiali         | Atene         | Lancio del giavellotto | 4ª        | 66,00 m     |      |
| 1998 | Europei          | Budapest      | Lancio del giavellotto | Bronzo    | 64,92 m     |      |
| 1999 | Mondiali         | Siviglia      | Lancio del giavellotto | 9ª        | 60,48 m     |      |
| 2000 | Giochi olimpici  | Sydney        | Lancio del giavellotto | 9ª        | 58,56 m     |      |
| 2001 | Mondiali         | Edmonton      | Lancio del giavellotto | 6ª        | 61,94 m     |      |
| 2002 | Europei          | Monaco        | Lancio del giavellotto | Bronzo    | 63,50 m     |      |
| 2003 | Mondiali         | Parigi        | Lancio del giavellotto | 4ª        | 62,20 m     |      |
| 2004 | Giochi olimpici  | Atene         | Lancio del giavellotto | 13ª       | 60,80 m     |      |
| 2005 | Mondiali         | Helsinki      | Lancio del giavellotto | 9ª        | 57,54 m     |      |
| 2006 | Europei          | Göteborg      | Lancio del giavellotto | 10ª       | 56,70 m     |      |
| 2008 | Giochi olimpici  | Pechino       | Lancio del giavellotto | 17ª (q)   | 58,82 m     |      |
| 2009 | Mondiali         | Berlino       | Lancio del giavellotto | 13ª (q)   | 57,88 m     |      |

### World Cup
- 2 medaglie:
  - 2 bronzi (Johannesburg 1998; Madrid 2002)

### Grand Prix Final
- 1 medaglia:
  - 1 argento (Parigi 2002)